# Proconura blanda
Proconura blanda är en stekelart som först beskrevs av Nikol'skaya 1960.  Proconura blanda ingår i släktet Proconura och familjen bredlårsteklar. Inga underarter finns listade i Catalogue of Life.